# Músculo dilatador da pupila
O músculo dilatador da pupila é um músculo intraocular.